# Erwin von Witzleben
Job Wilhelm Georg Erdmann Erwin von Witzleben (4 tháng 12 năm 1881 - 8 tháng 8 năm 1944) là một Thống chế Đức Quốc xã trong Thế chiến thứ hai. Ông là chủ mưu hàng đầu trong âm mưu ám sát Adolf Hitler ngày 20 tháng 7.

## Thiếu thời
Erwin von Witzleben sinh tại Breslau (nay là Wrocław, Ba Lan) thuộc tỉnh Silesia của Vương quốc Phổ. Ông là con trai của Georg von Witzleben (1838–1898), một Hauptmann (đại úy) trong Quân đội Phổ, và bà Therese, nhũ danh Brandenburg. Gia tộc Witzleben từng là lãnh chúa vùng đất Witzleben của Thüringen vào thời Trung cổ.
Ông hoàn thành chương trình Thiếu sinh quân Phổ tại Wahlstatt, Silesia và Lichterfelde gần Berlin, và ngày 22 tháng 6 năm 1901 gia nhập Trung đoàn Grenadier König Wilhelm I số 7 tại Liegnitz, Silesia (nay là Legnica, Ba Lan) với tư cách là một Leutnant (thiếu úy). Năm 1910, ông được thăng hàm Oberleutnant (trung úy).
Ông kết hôn với Else Kleeberg, người gốc Chemnitz, Sachsen. Hai người có với nhau một con trai và một con gái.

## Thế chiến thứ nhất
Khi Thế chiến thứ nhất nổ ra, Witzleben đang là phụ tá lữ đoàn trong Lữ đoàn bộ binh dự bị 19, trước khi được thăng cấp bậc Hauptmann (đại úy) và chỉ huy đại đội trong Trung đoàn bộ binh dự bị số 6 vào tháng 10 năm 1914. Không lâu sau đó, ông được thăng chức tiểu đoàn trưởng. Đơn vị của ông đã tham chiến ở Verdun, vùng Champagne và Flanders, cùng những nơi khác. Ông từng bị thương nặng và được tặng thưởng Huân chương Thập tự Sắt, cả hạng nhất và hạng nhì. Sau đó, ông được cử đi đào tạo tại Bộ Tổng Tham mưu và chứng kiến chiến tranh kết thúc với tư cách là Sĩ quan tham mưu thứ nhất của Sư đoàn 121.

## Giữa các cuộc chiến

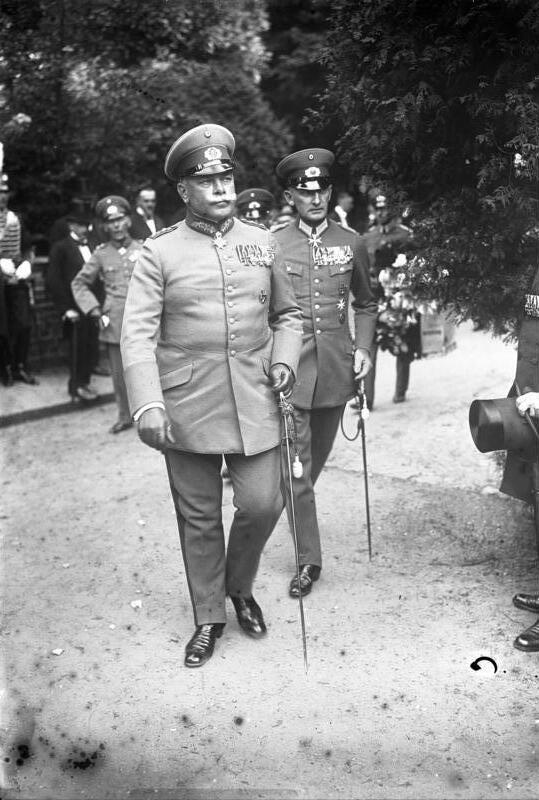
Witzleben (bên phải) tháp tùng Reichswehr Generaloberst Wilhelm Heye, khoảng năm 1930

Trong lực lượng Reichswehr thời Cộng hòa Weimar, Witzleben được thăng chức đại đội trưởng. Năm 1923, ông được điều động thuộc biên chế của Sư đoàn 4 ở Dresden với cấp bậc Thiếu tá. Năm 1928, ông trở thành tiểu đoàn trưởng thuộc Trung đoàn bộ binh số 6 và được thăng cấp bậc Oberstleutnant (trung tá) một năm sau đó. Sau khi được thăng cấp Oberst (đại tá) vào năm 1931, ông đảm nhận chức vụ chỉ huy Trung đoàn bộ binh số 8 (Phổ) tại Frankfurt trên sông Oder.
Đầu năm 1933, ngay trước khi Adolf Hitler nắm quyền độc tài của nhà nước Đức khi Reichstag thông qua  Đạo luật Cho quyền năm 1933, Witzleben được chuyển đến Hannover và được thăng cấp Generalmajor (thiếu tướng) vào ngày 1 tháng 2 năm 1934. Sau đó, ông được chuyển đến Potsdam với tư cách là tư lệnh mới của Sư đoàn 3 Bộ binh. Ông kế nhiệm tướng Werner von Fritsch làm chỉ huy Quân khu (Wehrkreis) III - Berlin (bao gồm Brandenburg và một phần của Neumark). Ở vị trí này, ông được thăng cấp lên Generalleutnant (trung tướng) và trong lực lượng Wehrmacht mới thành lập, trở thành chỉ huy Quân đoàn III tại Berlin vào tháng 9 năm 1935. Năm 1936, ông được thăng cấp Thượng tướng Bộ binh (General der Infanterie).
Ngay từ năm 1934, Witzleben đã thể hiện sự phản đối chế độ Đức Quốc xã khi ông cùng Manstein, Leeb và Rundstedt yêu cầu một cuộc điều tra về cái chết của Schleicher và Bredow trong sự kiện Đêm của những con dao dài. Hậu quả của điều đó và cùng ảnh hưởng những lời chỉ trích của ông về việc Hitler bắt bớ Fritsch trong vụ Blomberg-Fritsch, Witzleben tạm thời bị buộc phải nghỉ hưu sớm. Tuy nhiên, việc “nghỉ hưu” của ông không kéo dài vì Hitler đã sớm cần ông trong việc chuẩn bị cho Thế chiến thứ hai.

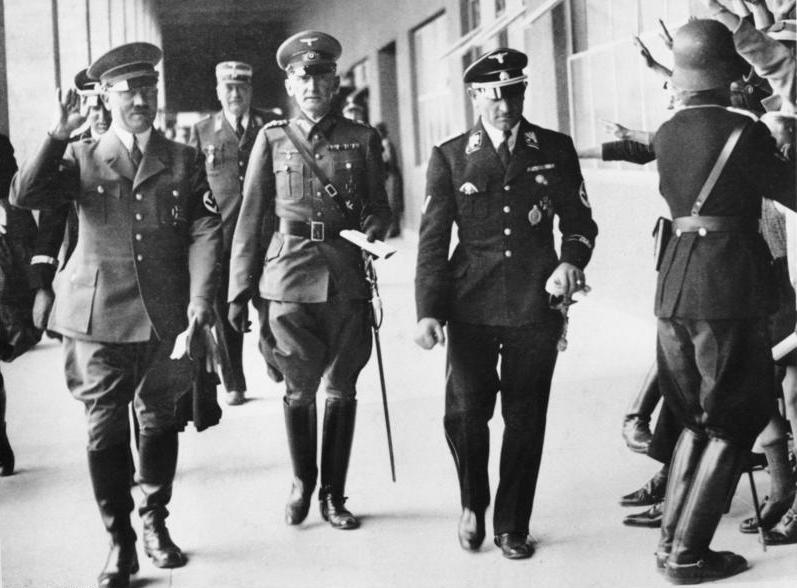
Hitler, Witzleben và Thượng tướng SS Sepp Dietrich tại Thế vận hội Mùa hè 1936.

Đến năm 1938, Witzleben là thành viên của Tổ chức Oster, một nhóm bao gồm nhiều sĩ quan cao cấp như Đại tướng Ludwig Beck, các tướng lĩnh Erich Hoepner và Carl-Heinrich von Stülpnagel, Đô đốc kiêm Tổng trưởng Abwehr Wilhelm Canaris và trung tá Abwehr Hans Oster. Những người này đã lên kế hoạch lật đổ Hitler trong một cuộc đảo chính quân sự, điều có vẻ khả thi vào thời điểm Cuộc khủng hoảng Sudeten năm 1938, cho đến khi Thỏa thuận München xoa dịu được cuộc khủng hoảng, tạm thời ngăn chặn chiến tranh. Bộ chỉ huy của Witzleben, bao gồm cả Khu phòng thủ trọng yếu Berlin, đã đóng một vai trò quyết định trong kế hoạch của cuộc đảo chính này.
Tháng 11 năm 1938, Witzleben được bổ nhiệm làm Tổng tư lệnh Cụm binh đoàn số 2 ở Frankfurt. Ông cũng tham gia vào các âm mưu đảo chính của Đại tướng Hammerstein-Equord vào năm 1939. Âm mưu này bao gồm kế hoạch nhanh chóng bắt giữ Hitler cùng lúc với việc đóng cửa trụ sở của Đức Quốc xã. Tuy nhiên, kế hoạch này cũng thất bại.

## Thế chiến thứ hai

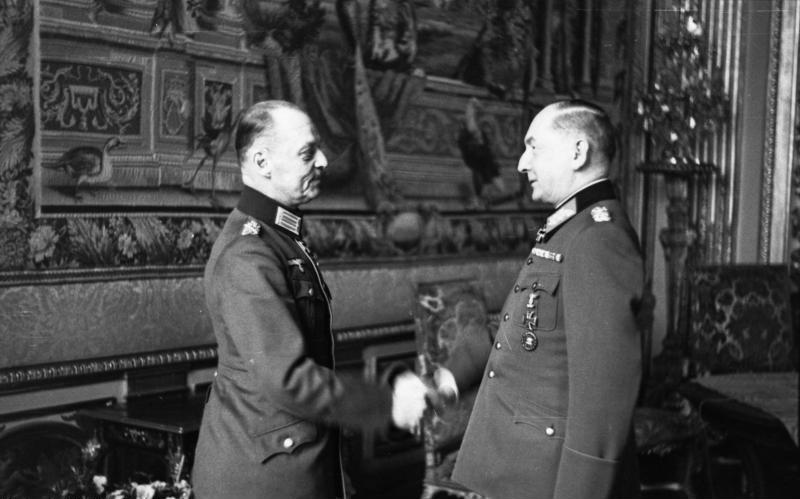
Thống chế Gerd von Rundstedt (trái) chúc mừng von Witzleben nhân dịp kỷ niệm 40 năm tại ngũ. Pháp, tháng 3 năm 1941.

Tháng 9 năm 1939, khi Thế chiến thứ hai bùng nổ, Witzleben khi đó là Đại tướng, chỉ huy Tập đoàn quân số 1, đóng tại Mặt trận phía Tây. Khi Đức tấn công Pháp vào ngày 10 tháng 5 năm 1940, Tập đoàn quân số 1 là một phần của Cụm tập đoàn quân C. Ngày 14 tháng 6, nó đã phá vỡ phòng tuyến Maginot, và trong vòng ba ngày đã buộc một số sư đoàn Pháp phải đầu hàng. Do chiến tích này, Witzleben đã được trao tặng huân chương Chữ thập Hiệp sĩ; và vào ngày 19 tháng 7, ông được thăng cấp lên Generalfeldmarschall (Thống chế) trong buổi Lễ Thống chế năm 1940.

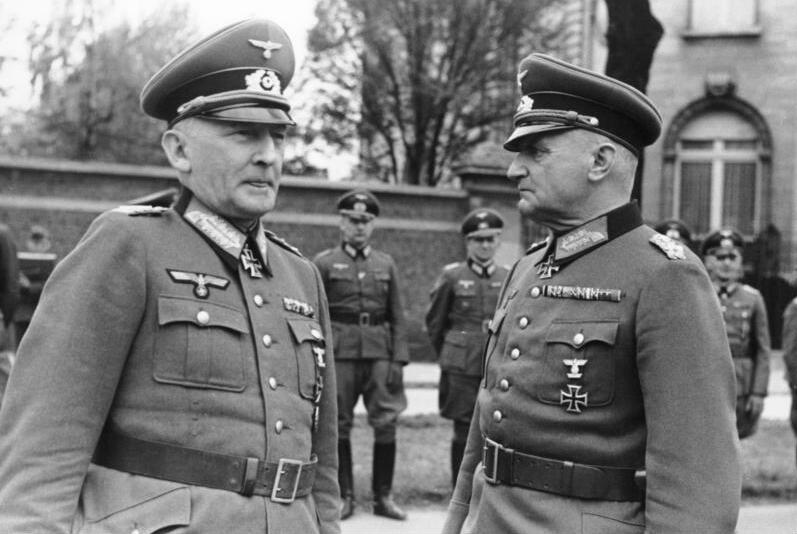
Witzleben trên cương vị chỉ huy trưởng OB West cùng với Đại tướng Curt Haase, Tư lệnh Tập đoàn quân số 15, tháng 5 năm 1941.

Năm 1941, ông thậm chí còn được bổ nhiệm làm Tổng tư lệnh OB West, kế nhiệm thống chế Gerd von Rundstedt, nhưng chỉ một năm sau, ông rời cương vị đó vì lý do sức khỏe. Tuy nhiên, một số tài liệu cho rằng ông đã bị buộc phải nghỉ hưu một lần nữa vào thời điểm này sau khi ông chỉ trích chế độ vì cuộc xâm lược Liên Xô vào ngày 22 tháng 6 năm 1941 trong Chiến dịch Barbarossa.

### Âm mưu 20 tháng 7 năm 1944
Năm 1944, những người chủ mưu đảo chính tập hợp xung quanh Stauffenberg coi Witzleben là nhân vật chủ chốt trong kế hoạch của họ. Trong dự kiến phân chia quyền lực sau đảo chính, Đại tướng Beck được coi là nguyên thủ quốc gia lâm thời tương lai, Đại tướng Hoepner chỉ huy lực lượng Ersatzheer nội bộ ("Lực lượng dự bị"), Witzleben sẽ là người nắm quyền chỉ huy tối cao của toàn bộ Wehrmacht với tư cách là tướng lĩnh thâm niên có cấp bậc cao nhất quân đội đang tại ngũ.
Tuy nhiên, vào ngày 20 tháng 7 năm 1944, khi mà Stauffenberg thực hiện vụ nổ bom nhằm cố gắng giết chết Hitler tại Hang Sói ở Đông Phổ, Witzleben đã không đến Bendlerblock tại Berlin (Trụ sở chính của OKH) để nắm quyền chỉ huy lực lượng đảo chính cho đến 8 giờ tối, khi đã rõ là âm mưu đảo chính đã thất bại. Sau đó, ông giận dữ trước thất bại và rời đi sau 45 phút để quay trở lại Zossen, nơi ông thông báo tình hình với Thượng tướng Pháo binh (General der Artillerie) Eduard Wagner. Ông bị bắt vào ngày hôm sau bởi Trung tướng Viktor Linnarz của Phòng nhân sự OKH.
Chỉ thông qua một phán quyết bởi cái gọi là Ehrenhof der Wehrmacht ("Tòa án Danh dự của Quân đội Chính quy"), một hội đồng gồm các sĩ quan được thành lập sau vụ ám sát nhằm loại bỏ các sĩ quan khỏi Wehrmacht, ông bị sa thải khỏi Wehrmacht, một hành động nhằm ngăn cản không cho ông và những người đồng mưu bị xét xử bởi luật quân sự của Đức. Thay vào đó, họ có thể bị đưa ra xét xử trước "Tòa án Nhân dân" khét tiếng của Đức Quốc xã (Volksgerichtshof).

### Phiên xử và cái chết

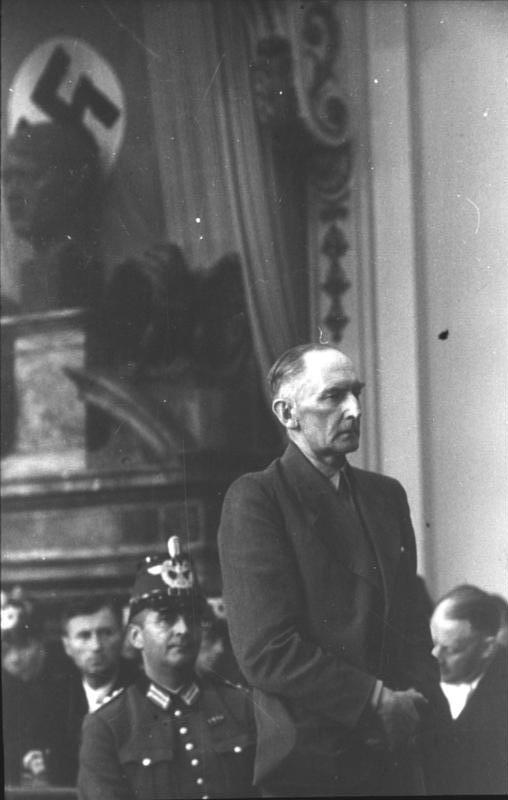
Witzleben tại Volksgerichtshof

Ngày 7 tháng 8 năm 1944, Witzleben nằm trong nhóm đầu tiên bị buộc tội âm mưu đảo chính, đã bị đưa ra xét xử trước Volksgerichtshof. Bị suy kiệt trong quá trình bị thẩm vấn bởi Gestapo, ông lại bất ngờ tiến đến băng ghế để chào kiểu Quốc xã, một hành động mà chủ tọa phiên tòa Roland Freisler đã lên tiếng quở trách vì theo ông ta chỉ những người "chiến hữu nhân dân cao quý" (ehrenhaften Volksgenossen) mới được phép sử dụng cách chào này.
Witzleben bị xử tử cùng ngày tại nhà tù Plötzensee ở Berlin. Theo lệnh trực tiếp của Hitler, ông bị treo cổ bằng một sợi dây gai mỏng, quấn quanh một cái móc thịt. Cuộc hành hình được ghi nhận là có quay phim lại,  tuy nhiên, về sau, các cảnh quay này đều bị thất lạc.

## Giải thưởng
- Thập tự Sắt (1914) [8]
  - Hạng 2
  - Hạng 1
- Thập tự Sắt (1939)
  - Hạng 2
  - Hạng 1
- Chữ thập Hiệp sĩ vào ngày 24 tháng 6 năm 1940 với tư cách là Generaloberst và chỉ huy của Tập đoàn quân số 1 [9]
- Huân chương Quân công, hạng 4 với Kiếm (Bavaria) [8]
- Hanseatic Cross of Hamburg [8]
- Cross of Honor 3 Class với kiếm và vương miện (Reuss) [8]
- Huy hiệu vết thương năm 1918 màu đen [10]
- Prussian Service Award Cross
- Đại bàng Silesian, hạng 2
- Hiệp sĩ danh dự của Order of Saint John
- Giải thưởng phục vụ lâu dài của Wehrmacht, hạng nhất với Lá sồi
- Trang trí Olympic tiếng Đức, lớp

### Trích dẫn
1. ↑  Erwin von Witzleben
2. ↑  In the Name of the Volk: Political Justice in Hitler's Germany Hannsjoachim Wolfgang Koch & I. B. Tauris (ngày 15 tháng 11 năm 1997), p. 198
3. ↑  Mitcham, Samuel W. (2009). Defenders of Fortress Europe: The Untold Story of the German Officers During the Allied Invasion. Potomac Books.
4. ↑  Deister-Leine-Zeitung. 9. August 1944.
5. ↑  Manvell, Roger; Fraenkel, Heinrich (1966). The Men Who Tried To Kill Hitler. New York: Pocket Books Inc. tr. 160–161.
6. ↑  "His execution on ngày 8 tháng 8 năm 1944 was a particularly grisly affair. The 63-year-old field marshal was pushed into a cellar at Berlin's Plötzensee prison, placed under a meat hook and, half-naked with a running noose around his head, he was lifted and slowly strangled." Robert Solomon Wistrich, "Witzleben, Erwin von (1881–1944) General Field Marshal of the Wehrmacht", Who's Who in Nazi Germany, (Routledge, 2001), p. 279–80
7. ↑  Shirer, W. L. (1960). The Rise and Fall of the Third Reich, p. 1071.
8. 1 2 3 4  Rangliste des Deutschen Reichsheeres, tr. 115.
9. ↑  Fellgiebel 2000, tr. 450.
10. ↑  "Generalfeldmarschall Job Wilhelm Georg Erdmann Erwin von Witzleben" (bằng tiếng Đức). Bản gốc lưu trữ ngày 31 tháng 5 năm 2014. Truy cập ngày 30 tháng 5 năm 2014.